# Windows XP Service Pack 2
Windows XP Service Pack 2, soms afgekort tot SP2, is een verzameling updates voor Windows XP, een besturingssysteem van Microsoft. SP2 bevat de volgende wijzigingen aan de software:
- Een bericht wanneer een download een computervirus kan bevatten.
- Pop-ups in Internet Explorer worden geblokkeerd.
- Ingebouwde firewall die computers beschermt tegen hackers.
- Gemakkelijker draadloze netwerken opsporen (wifi) en er verbinding mee maken (WPA-ondersteuning werd toegevoegd).

Hoewel Service Pack 2 veel problemen heeft opgelost, zijn er ook een aantal problemen bij gekomen. Zo werkten sommige programma's na installatie van deze update niet meer.
Service Pack 2 was verkrijgbaar op cd-rom en te downloaden via Microsoft Update. De grootte hangt af van de gewenste taal. De Engelse versie is 266 MB groot. De uiteindelijke installatiegrootte kan hoger liggen. De piek die Microsoft zelf aangeeft is 1,8 GB.

## Einde ondersteuning
In 2010 heeft Microsoft de ondersteuning voor Service Pack 2 van XP stopgezet. Voor Service Pack 3 was er ondersteuning tot en met april 2014. Voor gebruikers van de 64 biteditie van Windows XP is Service Pack 2 het nieuwste Service Pack, daarom is Service Pack 2 voor deze gebruikers langer ondersteund.